# نيتا كوهابريمكيت
نيتا كوهابريمكيت (التايلاندية: ริษฐา คูหาเปรมกิจ، من مواليد 21 سبتمبر 1990) هي ممثلة وعارضة أزياء تايلاندية تعمل ضمن القناة الثالثة في تايلاند. أول دراما لها هي السيد تشاي باورنروج في دور ثانيينغ وانراسا وقد تم إقرانها مع برين سوبرات في الدراما الشعبية كاد قلبي أن ينكسر، أنا أحبك سراً يا زوجي، عملت في العديد من الأعمال الدرامية للقناة الثالثة في تايلاند.